# Baphia pauloi
Baphia pauloi är en ärtväxtart som beskrevs av Richard Kenneth Brummitt. Baphia pauloi ingår i släktet Baphia och familjen ärtväxter. IUCN kategoriserar arten globalt som starkt hotad. Inga underarter finns listade i Catalogue of Life.